# Empoascanara cilla
Empoascanara cilla är en insektsart som beskrevs av Irena Dworakowska 1980. Empoascanara cilla ingår i släktet Empoascanara och familjen dvärgstritar.
Artens utbredningsområde är Sri Lanka. Inga underarter finns listade i Catalogue of Life.